# 동강사진박물관
동강사진박물관은 강원특별자치도 영월군에 있는 박물관이다.

## 연혁
- 2004년 4월 22일 착공.
- 2005년 7월 23일 개관.

## 관람 안내
- 관람시간: 오전 9시 ~ 오후 6시 (입장 및 매표는 오후 5시 30분까지 가능)
- 휴관일: 1월 1일